# 부평 (인천)
부평(富平)은 대한민국 인천광역시 북부와 경기도 부천시 일대의 역사적 지명으로, 고려시대 안남도호부가 설치된 이래 조선 후기까지 부평은 계양산을 중심으로 현재의 인천광역시 부평구(십정동 제외), 계양구, 서구(옛 검단면 지역 제외)와 경기도 부천시 일대(계수동·옥길동 제외) 및 서울특별시 구로구의 안양천 서쪽 지역을 아우르는 곳이었다.

## 같이 보기
- 부평군